# Трэвис (шимпанзе)
Трэвис (род. 21 октября 1995, Фестус, Миссури, США — 16 февраля 2009, Стамфорд, Коннектикут, США) — самец шимпанзе, напавший 16 февраля 2009 года на Карлу Нэш — подругу своей хозяйки, Сандры Херольд. Шимпанзе успел нанести женщине тяжёлые увечья в области лица и конечностей, прежде чем был застрелен офицером полиции Фрэнком Чиафари. Данный инцидент вызвал в американском обществе широкую полемику на тему содержания крупных домашних животных, а Конгресс США до сих пор рассматривает законопроект об ограничении продажи приматов.

## Биография
Трэвис был куплен Сандрой и Джеромом Херольд вскоре после рождения у заводчика в штате Миссури. Он вырос в доме Херольдов в Стамфорде, штат Коннектикут, и считался «частью семьи». Трэвис принимал участие в рекламных кампаниях и снимался в телевизионных шоу и рекламе, включая рекламу напитка Pepsi.
Шимпанзе свободно передвигался по дому, ездил вместе с хозяйкой по городу и даже умел открывать двери, пользоваться компьютером и пультом от телевизора. Он питался человеческой едой и спал в одной кровати с хозяйкой.

## Нападение
16 февраля 2009 года Сандра Херольд вызвала свою подругу Карлу Нэш помочь вернуть Трэвиса в дом после того, как он сбежал. По прибытии Карлы Трэвис внезапно напал на неё и начал жестоко рвать лицо, руки и тело женщины. Позднее выяснилось, что накануне Херольд дала Трэвису препарат на основе ксанакса (alprazolam), возможно, повлиявший на его поведение.
Сандра Херольд попыталась оттащить обезьяну, била её лопатой и даже пыталась заколоть ножом, но Трэвис не остановился. Хозяйка вызвала полицию, и прибывший офицер Фрэнк Чиафари застрелил шимпанзе. Трэвис добрался до своего жилища и скончался от полученных ран.

## Последствия
Карла Нэш выжила, но получила тяжелейшие травмы — потеряла лицо, зрение и обе руки. Позднее ей была сделана одна из первых в США полных трансплантаций лица.
Инцидент вызвал общественный резонанс и обсуждение опасности содержания экзотических и диких животных в домашних условиях. В результате нападения был инициирован Закон о защите приматов (Captive Primate Safety Act), предусматривающий запрет на продажу и перевозку приматов в частные руки, однако закон до сих пор окончательно не принят.

## Смерть хозяйки
Сандра Херольд умерла от аневризмы в мае 2010 года, через год после нападения Трэвиса. После инцидента она неоднократно заявляла, что относилась к Трэвису как к сыну.

## Культурное влияние
История Трэвиса получила широкое освещение в СМИ, включая выпуски новостей, документальные фильмы и подкасты. В частности, инцидент подробно освещался в подкасте This American Life и стал вдохновением для некоторых художественных произведений, исследующих тему границ между человеком и животным.